# Novel·la de campus
La novel·la de campus és una obra l'acció de la qual transcorre íntegrament o en major mesura dins del campus d'una universitat i aquesta ubicació determina les relacions entre els diferents personatges que hi apareixen. Com a gènere independent va sorgir a mitjans del segle XX en l'àmbit anglosaxó i es va estendre fins a l'actualitat.
Poden existir diferents tipus de novel·la de campus: aquelles centrades en un públic juvenil que pot interessar-se en la maduració dels estudiants que assisteixen a la universitat per primer cop (i serien per tant properes a l'esperit de la Bildungsroman), les que intenten descriure la jerarquia social interna o el món intel·lectual que envolta a les diferents facultats en un estil proper al realisme, les que aprofiten el caràcter tancat de l'escenari per plantejar crims en un subgènere de la novel·la negra o aquelles on les universitats s'inscriuen dins del món de la fantasia. Existeixen versions paròdiques de cadascun d'aquests subgèneres.
Justament aquest caràcter polièdric fa que determinats crítics afirmin que no és un gènere literari propi, perquè l'únic que la defineix és l'ambientació en un espai concret, un escenari, que és un element més de la narrativa però no suficient per definir un gènere. El fet, però, que la majoria de novel·les de campus comparteixin punt de vista crític i desenvolupin els seus propis arquetips provoca que els estudiosos mantinguin l'etiqueta de gènere.
La novel·la de campus beu de la tradició anglesa de la literatura d'internats, on les relacions entre els estudiants i els professors marquen la pauta també en un univers tancat, aliè al món exterior i amb un calendari acadèmic, i aquelles que tenen Oxbridge com a referent, conegudes com a novel·les d'universitat. La diferència amb aquestes darreres és que les novel·les de campus tenen com a tema principal o paral·lel a la trama l'anàlisi del món del campus, no com a marc sinó com a ecosistema propi. S'acostuma a subratllar en la seva ambientació el contrast entre generacions, entre alumne o professor novell i els veterans o bé entre l'ideal de recerca i transmissió del coneixement atribuït a l'educació superior i la realitat més prosaica de la vida de la universitat. En molts dels títols més cèlebres hi ha un fort component autobiogràfic (l'autor pertany al món universitari) o bé apareixen al·lusions a situacions reals (i per tant són llegits com una roman à clef.

## Algunes novel·les de campus cèlebres
A continuació se citen obres que han marcat el gènere:
- The Masters, de Charles Percy Snow
- The Groves of Academe, de Mary McCarthy
- Lucky Jim, de Kingsley Amis
- Pnin, de Vladímir Nabókov
- Stoner, de John Edward Williams
- Giles Goat-Boy, de John Barth
- Porterhouse Blue, de Tom Sharpe
- Changing Places, de David Lodge
- White Noise, de Don DeLillo
- Wonder Boys, de Michael Chabon
- I Am Charlotte Simmons, de Tom Wolfe